# أندري غوروف
أندري غوروف (من مواليد 11 يناير 1975) هو رامي من كازاخستان.
شارك في دورة الألعاب الآسيوية 2006 في الدوحة بقطر.

## روابط خارجية
- أندري غوروف على موقع أوليمبيديا (الإنجليزية)